# Saint-Jean-Port-Joli
| Municipalité de Saint-Jean-Port-Joli |                         |
|                                      |                         |
| Coordenadas: 46°13' N 70°16'W        |                         |
| Província                            | Quebec                  |
| Região administrativa                | Chaudière-Appalaches    |
| Incorporado em                       | 1 de julho 1855         |
| Prefeito                             | Jean-Pierre Dubé        |
|                                      |                         |
| Área                                 |                         |
| - Cidade                             | 68,6 km², 26,4 mi²      |
| Fuso horário                         | UTC -5                  |
| População (2006)                     |                         |
| - Cidade                             | 3.439                   |
| - Densidade                          | 50 hab/km², 130 hab/mi² |
| Website: www.saintjeanportjoli.com/  |                         |

Saint-Jean-Port-Joli é um município canadense do Regionalidade Municipal de L'Islet, Quebec, localizado na região administrativa de Chaudière-Appalaches. Em sua área de pouco mais duzentos e sessenta e oito quilómetros quadrados, habitam cerca de três mil e quatrocentas pessoas. 

## História
O Senhorio de Port-Joly, da qual o nome do município deriva, foi criado em 1677, com paróquia de Saint-Jean-Port-Joli sendo erigida canonicamente em 1721. A igreja, construída a partir de 1779, é uma obra de arquitetura notável abrigando várias esculturas. A Municipalidade de Port-Joli foi fundada em 1845 e tornou-se parte do regionalidade municipal em 1847. O município de Saint-Jean-Port-Joli foi criada em 1855 e foi dividido em 1857, nos municípios de Saint-Jean-Port-Joli e Saint-Aubert.
Assim como em outros povoados na Côte-du-sud entre Rivière-Ouelle e Beaumont, todas as casas, salvo excepções muito raras, foram queimadas durante a conquista em 1759 pelo regimento Fraser Highlanders sob as ordens do general britânico James Wolfe. No entanto, a vila se recuperou gradualmente.

## Atrações Turísticas
Com uma população de 3 439 habitantes, este município é agora uma visita turística de importância na região, principalmente devido à presença de muitos artesãos e vários eventos culturais. A vila também abriga uma marina no local do antigo cais.
A vila foi nomeada Capital Cultural do Canadá, em 2005, com uma a vida cultural muito activa, incluindo-se ai quatro festivais, sendo eles:
- L'International de sculpture (O Festival Internacional de Escultura)
- La Fête des chants de marins (A Festa das canções do mar)
- Les violons d'automne (Os violinos de outono)
- La fête d'hiver (O festival de inverno)

## Moradores famosos
Algumas figuras proeminentes da cultura de Quebec vivem em St-Jean-Port-Joli, incluindo:
- Philippe Aubert de Gaspé: memorialista e um dos principais romancistas em Quebec e é o autor do romance Les Anciens Canadiens;
- Médard Bourgault, Jean-Julien Bourgault e André Bourgault: iniciadores de um renascimento da talha tradicional em Quebec, durante os anos quarenta e cinqüenta;
- Émilie Chamard: um conhecido especialista tecelagem dos anos cinqüenta;
- Eugène Leclerc: um fabricante de veleiros em miniatura.